# Ninox hypogramma
El nínox de Halmahera (Ninox hypogramma) es una especie de ave strigiforme de la familia Strigidae endémica de las Molucas. Anteriormente era considerada una subespecie del nínox moluqueño (Ninox squamipila), pero en la actualidad es tratada como especie separada.

## Distribución
Se distribuye en las islas indonesias de Halmahera, Ternate y Bacan, en el archipiélago de las Molucas.